# Carnival Breeze
Die Carnival Breeze (dt. Brise) ist ein Kreuzfahrtschiff der Reederei Carnival Cruise Line. Sie gehört zur Post-Panamax-Kategorie und ist mit knapp 130.000 BRZ vermessen. Zum Zeitpunkt der Indienststellung war die Carnival Breeze das größte Kreuzfahrtschiff nach BRZ in der Geschichte der Reederei. Die Carnival Breeze ist in Panama registriert, eingesetzt wird sie ab Miami (Florida, USA). Sie ist nach der Carnival Dream und der Carnival Magic das dritte und vorerst letzte Schiff der Dream-Klasse für die Reederei.

## Geschichte

### Bau und Indienststellung
Die Carnival Breeze wurde am 2. Dezember 2010 mit der Baunummer 6201 in der Fincantieri-Werft in Monfalcone auf Kiel gelegt. Nach dem Stapellauf am 16. September 2011 wurde das Schiff am 31. Mai 2012 an die Carnival Cruise Lines übergeben. Am 3. Juni 2012 lief die Carnival Breeze ungetauft zu ihrer Jungfernfahrt von Venedig nach Barcelona aus. Die Taufe folgte am 8. Dezember 2012 durch Tracy Wilson Mourning in Miami, dem Basishafen der Carnival Breeze.

### Einsatz
Von Sommer 2016 bis 2018 befährt die Carnival Breeze mehrere einwöchige Routen ab Galveston in die westliche Karibik. Variante 1 führt nach Key West, Freeport und Nassau, Variante 2 nach Cozumel, Belize City und Roatán und Variante 3 nach Cozumel, Grand Cayman und Montego Bay. In einigen Fällen fährt das Schiff auch Costa Maya an.

## Maschinenanlage und Antrieb
Die Maschinenanlage der Carnival Breeze ist nahezu identisch mit der des Typschiffs Carnival Dream. Sechs von Zwölfzylinder-Dieselmotoren der Baureihe Wärtsilä 46 angetriebene Drehstromgeneratoren versorgen das Schiff mit elektrischer Energie. Die Antriebsanlage ist konventionell mit elektrischen Propellermotoren, Wellenanlagen, 6-Blatt-Festpropellern und Aktivrudern ausgeführt.

## Galerie

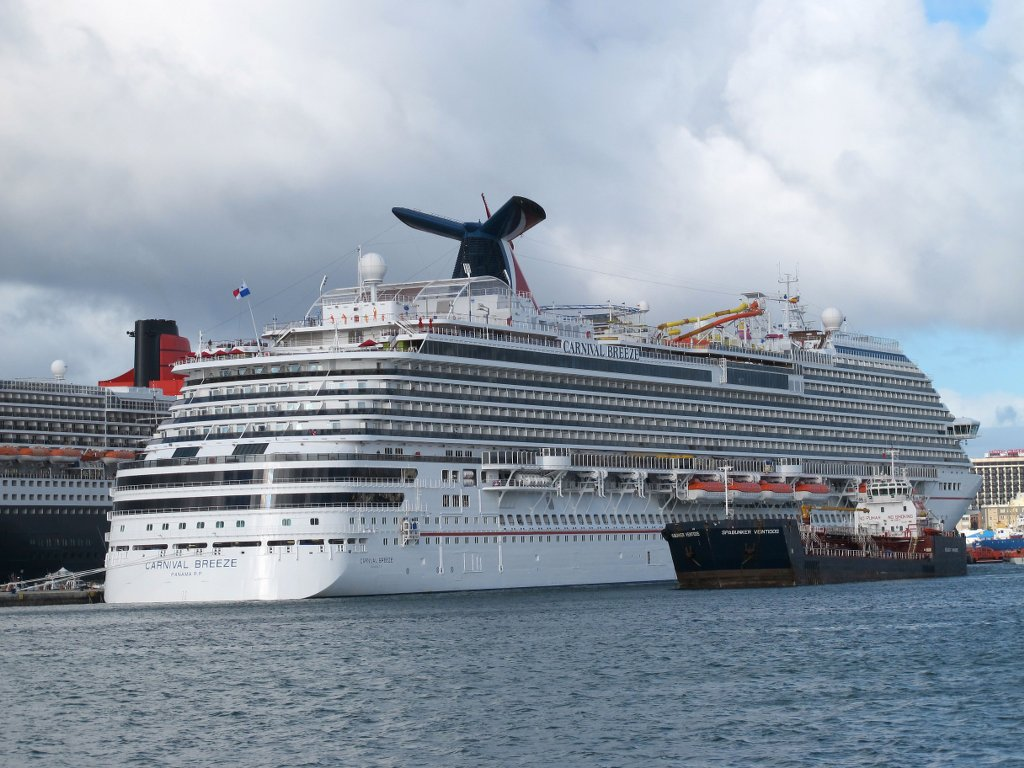
Das Heck der Carnival Breeze
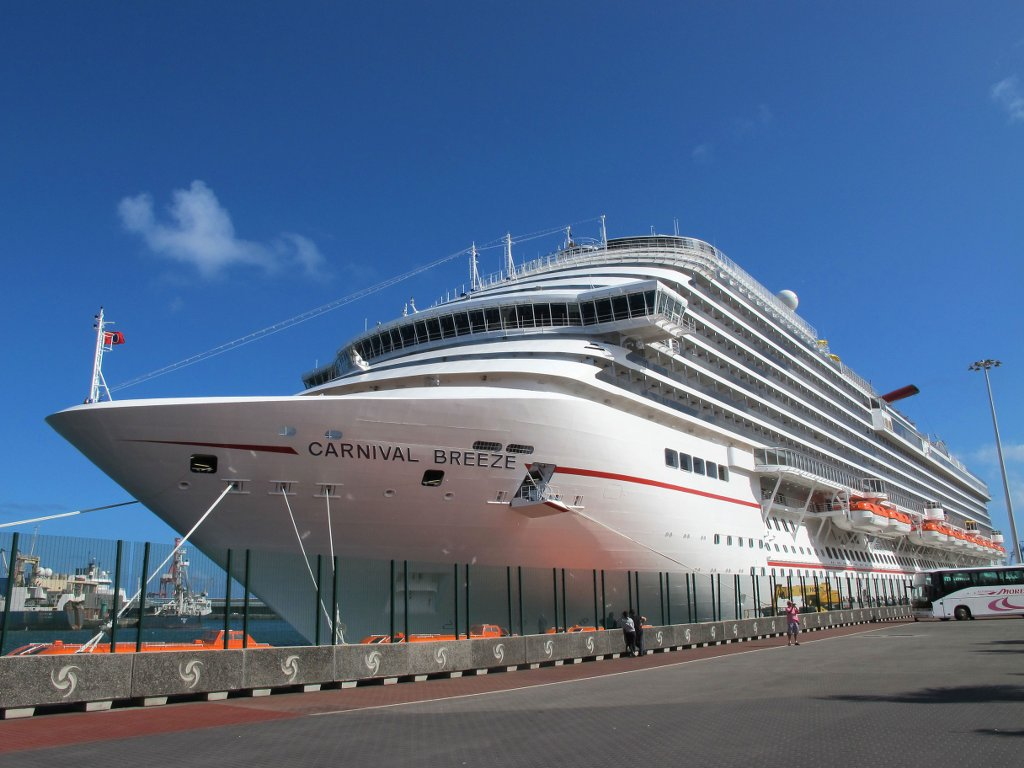
Der Bug der Carnival Breeze
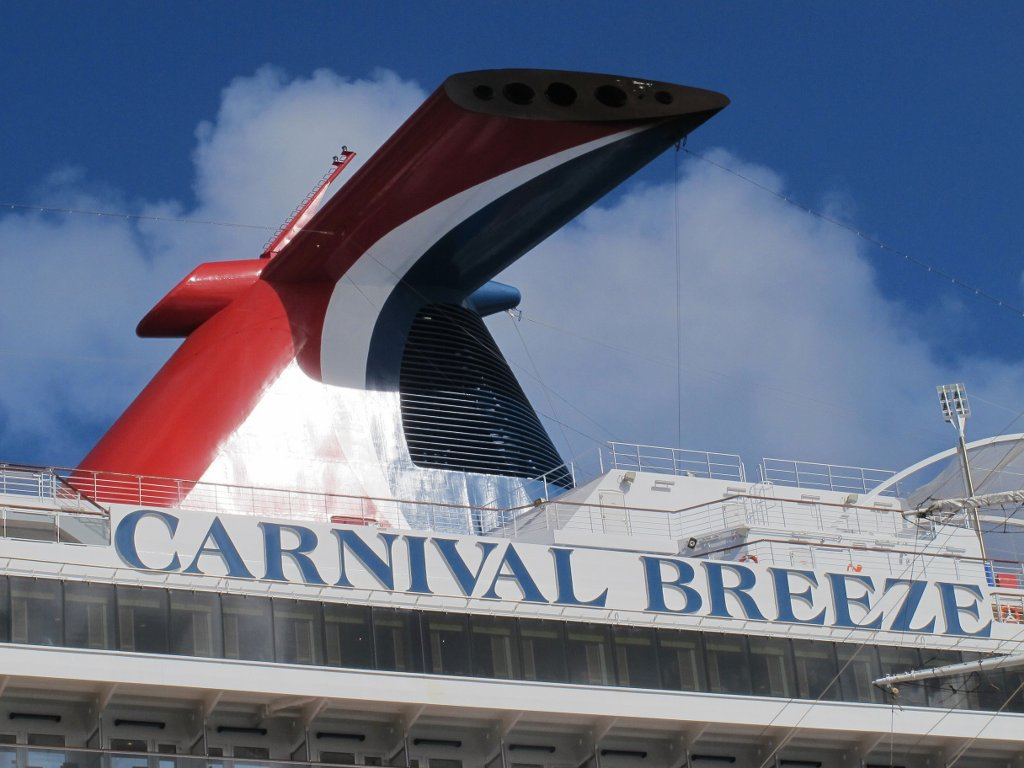
Schornstein der Carnival Breeze